# 鲁埃
鲁埃（法語：Rouez，法語發音：[ʁwe]），又称鲁埃昂香槟（法語：Rouez-en-Champagne），是法国萨尔特省的一个市镇，属于马梅尔斯区。

## 地理
鲁埃（48°8'23"N, 0°6'51"W）面积33.65 平方千米，位于法国卢瓦尔河地区大区萨尔特省，该省份为法国西北部内陆省份，北起顺时针与奥恩省、厄尔-卢瓦省、卢瓦-谢尔省、安德尔-卢瓦尔省、曼恩-卢瓦尔省和马耶讷省接壤，是法国大西部的入口，连接卢瓦尔河谷、布列塔尼和巴黎盆地。
与鲁埃接壤的市镇（或旧市镇、城区）包括：锡耶勒纪尧姆、圣雷米德锡耶、泰尼、克里塞、讷维拉莱、帕雷讷、鲁埃塞瓦塞。

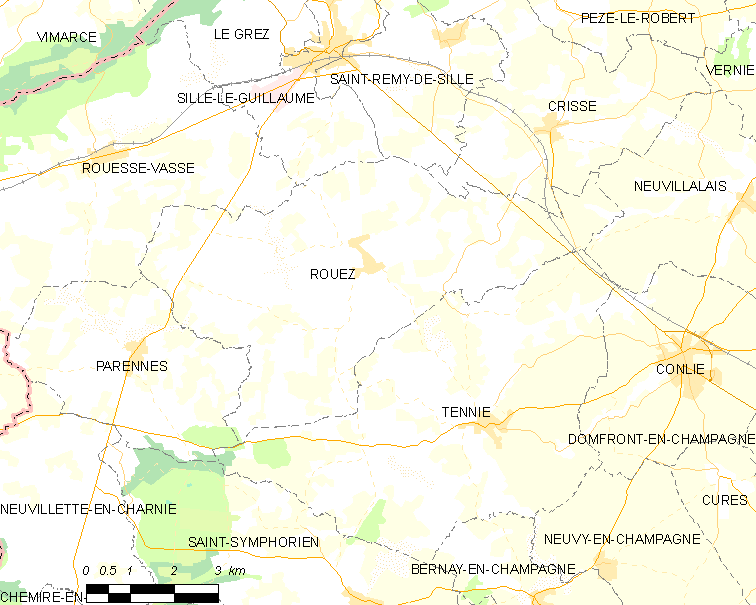
鲁埃的OSM定位图

鲁埃的时区为UTC+01:00、UTC+02:00（夏令时）。

## 行政
鲁埃的邮政编码为72140，INSEE市镇编码为72256。

## 政治
鲁埃所属的省级选区为锡耶勒纪尧姆县。

## 人口

1962-2008年间鲁埃人口变化图示

鲁埃于2022年1月1日时的人口数量为808人。